# Campeonato Sudamericano de Clubes Campeones 1965
El Campeonato Sudamericano de Clubes Campeones 1965 fue la quinta edición de lo que era el torneo más importante de clubes de baloncesto en Sudamérica.
Fue realizado en las ciudad de São Paulo.
El título de esta edición fue ganado por el Corinthians (Brasil).

## Equipos participantes
| País             | Equipo                                        |
| ---------------- | --------------------------------------------- |
| Argentina 1 cupo | Provincia de Santa Fe (Renunció a participar) |
| Brasil 1 cupo    | Corinthians                                   |
| Paraguay 1 cupo  | Ciudad Nueva (Renunció a participar)          |
| Uruguay 1 cupo   | Club Atlético Tabaré                          |